# Foghat Live
Foghat Live es el primer álbum en vivo de la agrupación británica Foghat, publicado el 19 de agosto de 1977. Hasta la fecha ha sido el álbum más vendido de la banda, con un promedio de dos millones de copias, obteniendo el certificado de doble platino en los Estados Unidos.

## Lista de canciones

### Lado A
1. "Fool for the City" (Dave Peverett) - 5:31
2. "Home in My Hand" (Dave Peverett, Rod Price) - 4:56
3. "I Just Want to Make Love to You" (Willie Dixon) - 8:36

### Lado B
1. "Road Fever" (Peverett, Price) - 5:29
2. "Honey Hush" (Big Joe Turner) - 5:38
3. "Slow Ride" (Peverett) - 8:21

## Créditos
- "Lonesome" Dave Peverett – voz y guitarra
- Rod Price – guitarra líder
- Craig MacGregor – bajo
- Roger Earl – batería